# Condado de Morris (Texas)
O Condado de Morris é um dos 254 condados do estado norte-americano do Texas. A sede do condado é Daingerfield, e sua maior cidade é Daingerfield.
O condado possui uma área de 670 km² (dos quais 11 km² estão cobertos por água), uma população de 13 048 habitantes, e uma densidade populacional de 20 hab/km² (segundo o censo nacional de 2000).
O condado foi criado em 1875. É um dos 46 condados do Texas que proibem a venda de bebidas alcoólicas.